# Nothing's Gonna Change My Love for You
"Nothing's Gonna Change My Love For You" är en låt skriven av Gerry Goffin och Michael Masser. Den spelades ursprungligen in av George Benson på albumet 20/20 1984.

## Glenn Medeiros version
Låten blev en stor internationell framgång då hawaiianske sångaren Glenn Medeiros hade en coverhit med den 1987–1988.
Glenn Medeiros gav ursprungligen ut den på ett mindre skivbolag som 16-åring, efter att ha vunnit en lokal talangjakt i radio i Hawaii. En turist som arbetade på radiostationen KZZP i Phoenix hörde låten och tog med sig skivan tillbaka till Phoenix, och låten blev en nationell hit i USA. Den blev också en världshit, och nådde 12:e-platsen på Billboard Hot 100 och tillbringade fyra veckor i toppen på den brittiska singellistan i juli 1988. 
I musikvideon syns Medeiros promenera med en flicka i rosa klänning på stranden. 
Glenn Medeiros spelade också in låten på spanska som Nada cambiará mi amor por ti.
Låten blev populär i spansktalande länder då argentinske sångaren och låtskrivaren Sergio Denis spelade in den på albumet Afectos 1985, med text på spanska av Rolando J. Hernández.
2009 användes låten i en fransk TV-reklam för Spongex.

### Låtlista
7"-singel
1. "Nothing's Gonna Change My Love for You" — 3:46
2. "Nothing's Gonna Change My Love for You" (instrumental) — 5:11

12"-maxi
1. "Nothing's Gonna Change My Love for You" (extended version) — 6:09
2. "Nothing's Gonna Change My Love for You" (seven inch version) — 3:46
3. "Nothing's Gonna Change My Love for You" (instrumental version) — 5:20

### Certifiering
| Land           | Certifiering | Datum          | Certifierade försäljningar |
| -------------- | ------------ | -------------- | -------------------------- |
| Kanada         | Guld         | 9 juli 1987    | 50 000                     |
| Frankrike      | Guld         | 1988           | 500 000                    |
| Nederländerna  | Guld         | 1988           | 40 000                     |
| Storbritannien | Guld         | 1 augusti 1988 | 400 000                    |

### Listplacering
| Lista (1987-1988)                                   | Topplacering |
| --------------------------------------------------- | ------------ |
| Österrikiska singellistan                           | 12           |
| Nederländska Top 40                                 | 1            |
| Eurochart Hot 100 Singles                           | 1            |
| French SNEP Singles Chart                           | 1            |
| Västtyska singellistan                              | 20           |
| Irländska IRMA-singellistan                         | 1            |
| Norska singellistan                                 | 2            |
| Svenska singellistan                                | 2            |
| Schweiziska singellistan                            | 8            |
| Brittiska singellistan                              | 1            |
| Amerikanska Billboard Hot 100                       | 12           |
| Amerikanska Billboard Hot Adult Contemporary Tracks | 4            |

| Årlista (1988)           | Placering |
| ------------------------ | --------- |
| Australiska singellistan | 36        |
| Nederländska Top 40      | 2         |

## Andra coverversioner
- Stevie Wonder har sjungit en version av låten.
- Engelbert Humperdinck spelade 1987 in låten på albumet Remember - I Love You.
- The Shadows spelade in en instrumentalversion 1989 på albumet Steppin' to the Shadows.
- Låten spelades 2006 in av Westlife på albumet The Love Album.
- Japanska punkbandet Locofrank tog 2008 med en coverversion på albumet Brand-New Old-Style.
- Brasilianska poptrion SNZ spelade in låten på portugisiska som "Nada Vai Tirar Você de Mim".
- Filippinske skådespelaren och regissören Cesar Montano framförde låten under Miss Universe Dayanara Torres i ett avsnitt av ABS-CBN:s Maalala Mo Kaya under 1990-talet, med Charo Santos som värd.
- Hawaiifödde sångaren Khalil Fong tolkade låten 2009 på albumet Timeless.
- Boxaren Manny Pacquiao sjöng låten den 3 mars 2010 då Jimmy Kimmel Live sändes inför hans match mot Joshua Clottey.
- 2010 spelade det svenska dansbandet Wahlströms in låten på albumet Vårt älskade 80-tal. [15]

### Fotnoter
1. ↑  ”Musique de pub Spontex, love story entre hérisson et éponge...” (på franska). Musique de Pub. 14 juli 2009. Arkiverad från originalet den 16 september 2010. https://web.archive.org/web/20100916094127/http://www.musique-pub.com/musique-de-pub-spontex-love-story-entre-herisson-et-eponge/. Läst 22 september 2010.
2. ↑  ”Gold/Platinum” (på engelska). Music Canada. https://musiccanada.com/gold-platinum/?_gp_search=Nothing%27s%20Gonna%20Change%20My%20Love%20for%20You. Läst 10 maj 2020.
3. ↑  ”Les certifications depuis 1973, database” (på franska). Infodisc. http://www.infodisc.fr/Chanson_Certifications.php. Läst 22 september 2010.
4. ↑  Goud/Platina Arkiverad 4 juli 2018 hämtat från the Wayback Machine.  NVPI - de branchevereniging van de entertainmentindustrie (läst 9 december 2008)
5. ↑  Certified Awards Search BPI - The British Recorded Music Industry (Läst 3 september 2008)
6. 1 2 3 4 5  ”Glenn Medeiros - Nothing's Gonna Change My Love For You (Chanson)”. lescharts.com. https://lescharts.com/showitem.asp?interpret=Glenn+Medeiros&titel=Nothing%27s+Gonna+Change+My+Love+For+You&cat=s. Läst 18 mars 2008.
7. ↑  ”De Nederlandse Top 40, vecka 21 1988”. Radio 538. Arkiverad från originalet den 3 februari 2009. https://web.archive.org/web/20090203124349/http://www.radio538.nl/web/show/id%3D44685/chartid%3D5830. Läst 18 mars 2008.
8. ↑  Västtyska singellistan Deutsche Single-Charts 1988 Charts-Surfer (Läst 3 september 2008)
9. ↑  ”The Irish Charts - All there is to know”. Irish Recorded Music Association. http://www.irishcharts.ie/search/placement. Läst 18 mars 2008.
10. ↑  ”Number 1 Singles - 1980s”. everyHit.com. http://www.everyhit.com/number4.html. Läst 18 mars 2008.
11. ↑  ”"Nothing's Gonna Change My Love for You" entry at billboard.com, Hot 100”. https://www.billboard.com/music/Glenn-Medeiros/chart-history/HSI. Läst 18 mars 2008.
12. ↑  ”"Nothing's Gonna Change My Love for You" entry at billboard.com, Hot Adult Contemporary Tracks”. https://www.billboard.com/music/glenn-medeiros/chart-history/ASI/song/23599. Läst 18 mars 2008.
13. ↑   Australiska singellistan 1988ARIA Charts - End Of Year Charts - Top 50 Singles 1988 Australian Recording Industry Association (Läst 3 september 2008)
14. ↑  ”Single top 100 over 1988” (på nederländska) (pdf). Top40. http://www.top40.nl/pdf/Top%20100/top%20100%20-%201988.pdf. Läst 22 september 2010.
15. ↑  ”Svensk mediedatabas”. http://smdb.kb.se/catalog/id/002650562. Läst 14 maj 2011.